# Cinque Nazioni 1949
Il Cinque Nazioni 1949 (in inglese 1949 Five Nations Championship; in francese Tournoi des Cinq Nations 1949; in gallese Pencampwriaeth y Pum Gwlad 1949) fu la 20ª edizione del torneo annuale di rugby a 15 tra le squadre nazionali di Francia, Galles, Inghilterra, Irlanda e Scozia, nonché la 55ª in assoluto considerando anche le edizioni dell'Home Nations Championship.
Per la seconda volta consecutiva, e dodicesima complessiva, il trofeo fu vinto dall'Irlanda che conquistò la seconda Triple Crown in due edizioni, anche se mancò lo Slam a causa della sconfitta contro la Francia; gli irlandesi vinsero anche per la prima volta, nel XX secolo, a Swansea, avendo ivi riportato l'ultima vittoria nel 1899.
Il valore delle marcature, come stabilito dall’IRFB nel 1948, era: 3 punti per ciascuna meta (5 se trasformata), 3 punti per la realizzazione di ciascun calcio piazzato, mark o drop.

## Nazionali partecipanti e sedi
| Squadra     | Città           | Impianto interno      |
| ----------- | --------------- | --------------------- |
| Francia     | Colombes        | Stadio Yves du Manoir |
| Galles      | Cardiff Swansea | Arms Park St. Helen's |
| Inghilterra | Londra          | Twickenham            |
| Irlanda     | Dublino         | Lansdowne Road        |
| Scozia      | Edimburgo       | Murrayfield           |

## Risultati
| Arbitro: | Tom Pearce |

|  |    |                   |
|  | mt | Elliot Kininmonth |
|  | tr | Allardice         |

| Arbitro: | Ham Lambert |

|                 |      |      |
| A. Meredith     | mt   |      |
| L. Williams (2) | c.p. |      |
|                 | drop | Hall |

| Arbitro: | Tom Pearce |

|            |      |                  |
|            | mt   | Basquet Lassègue |
|            | tr   | J. Prat (2)      |
| Norton (3) | c.p. | J. Prat (2)      |

| Arbitro: | Ham Lambert |

|                |      |             |
|                | mt   | B. Williams |
| Gloag D. Smith | c.p. |             |

| Arbitro: | R.A. Beattie |

|                |           |             |
| McKee O'Hanlon | Marcatori | v. Ryneveld |
| Norton         | tr        | Holmes      |
| Norton (2)     | c.p.      |             |

| Arbitro: | Trevor Jones |

|         |      |         |
| Cannell | mt   |         |
| Holmes  | tr   |         |
| Preece  | c.p. | Alvarez |

| Arbitro: | Alan Bean |

|           |      |              |
|           | mt   | McCarthy (2) |
|           | tr   | Norton (2)   |
| Allardice | c.p. | Norton       |

| Arbitro: | Tom Pearce |

|  |           |          |
|  | Marcatori | McCarthy |
|  | tr        | Norton   |

| Arbitro: | Ham Lambert |

|                                       |      |        |
| Guest Hosking Kennedy v. Ryneveld (2) | mt   |        |
| Travers (2)                           | tr   |        |
|                                       | c.p. | Wilson |

| Arbitro: | Noel Lambert |

|          |    |          |
| Lassègue | mt | K. Jones |
| Alvarez  | tr |          |

## Classifica
| Pos | Squadra     | G | V | N | P | PF | PS | DP  | Pt |
| --- | ----------- | - | - | - | - | -- | -- | --- | -- |
| 1   | Irlanda     | 3 | 3 | 0 | 0 | 36 | 19 | +17 | 6  |
| 2   | Inghilterra | 3 | 2 | 0 | 1 | 40 | 25 | +15 | 4  |
| 3   | Francia     | 4 | 2 | 0 | 2 | 15 | 31 | −16 | 4  |
| 4   | Scozia      | 4 | 2 | 0 | 2 | 23 | 20 | +3  | 4  |
| 5   | Galles      | 4 | 1 | 0 | 3 | 16 | 35 | −19 | 2  |